# Elbeniederung von Hohnstorf bis Artlenburg
Die Elbeniederung von Hohnstorf bis Artlenburg ist ein Naturschutzgebiet in der niedersächsischen der Gemeinde Hohnstorf (Elbe) und dem Flecken Artlenburg in der Samtgemeinde Scharnebeck im Landkreis Lüneburg.

## Allgemeines
Das Naturschutzgebiet mit dem Kennzeichen NSG LÜ 357 ist rund 207 Hektar groß. Es ist Bestandteil des FFH-Gebietes „Elbeniederung zwischen Schnackenburg und Geesthacht“. Im Osten grenzt es an das Biosphärenreservat Niedersächsische Elbtalaue. Das Gebiet steht seit dem 26. Juli 2019 unter Naturschutz. Zuständige untere Naturschutzbehörde ist der Landkreis Lüneburg.

## Lage
Das Naturschutzgebiet liegt nordöstlich von Lüneburg. Es erstreckt sich entlang der Elbe von der Elbbrücke in Hohnstorf (Elbe) bis zur Kreisgrenze mit dem Landkreis Harburg nordwestlich von Artlenburg. Es umfasst die Elbe bis zur Mittellinie, das Elbvorland bis zum Elbdeich sowie einen binnendeichs zwischen Hohnstorf (Elbe) und Artlenburg gelegenen, auwaldartigen Mischwald. Ausgenommen sind besiedelte Bereiche bei Hohnstorf (Elbe) und westlich angrenzende Bereiche, die der Freizeitnutzung unterliegen, sowie der Bereich des Sportboothafens in Artlenburg. Östlich von Artlenburg mündet der Elbe-Seitenkanal in die Elbe.

## Beschreibung
Das Naturschutzgebiet wird von überwiegend offenen Grünlandkomplexen geprägt, in die stellenweise Gehölze aus Schwarzerle und Esche eingestreut sind. Westlich von Hohnstorf (Elbe) erstrecken sich Gehölze entlang der Elbe, die als ein Rest des an sich typischen Weichholzauwald angesehen werden können. In der Krautschicht siedeln u. a. Kratzbeere und Echte Engelwurz. Die Grünländer sind zum Teil als Feuchtgrünland und Brenndolden-Auenwiesen mit Brenndolde und Gelber Wiesenraute ausgeprägt. Außerdem sind magere Flachland-Mähwiesen mit Magerwiesen-Margerite, Futterwicke und Sumpfgreiskraut ausgeprägt. Westlich von Hohnstorf (Elbe) ist ein seggenreicher Flutrasen ausgeprägt. Hier siedelt ein großer Bestand der Fuchssegge. Außerdem befindet sich hier das einzige Vorkommen der Sumpfplatterbse im Naturschutzgebiet sowie ein individuenreicher Bestand der Gelben Wiesenraute. Die Grünländer werden überwiegend extensiv bewirtschaftet. Weiterhin sind Röhrichte, Seggenriede und Hochstaudenfluren mit Gilbweiderich, Sumpfschwertlilie, Sumpfwolfsmilch, Spießblättrigem Helmkraut, Filziger Peistwurz, Gelbe Wiesenraute, Blutweiderich und Mädesüß zu finden. Insbesondere im Bereich zwischen dem Elbe-Seitenkanal und dem binnendeichs gelegenen Mischwald sind Stillgewässer in das Außendeichsgelände eingebettet. Das Gebiet wird bei Hochwasser der Elbe überschwemmt. Der binnendeichs gelegene Mischwald ist qualmwasserbeeinflusst. Er wird in erster Linie von Stieleiche und Esche gebildet. Dazu gesellen sich Gehölze der Weichholzaue. In der Strauchschicht siedeln u. a. Gemeiner Schneeball, Rote Johannisbeere und Weißdorn, in der Krautschicht u. a. Kratzbeere, Gundermann, Spießblättriges Helmkraut und Gelbe Wiesenraute.
An der Elbe sind stellenweise Schlamm- oder Sandbänke ausgeprägt. Hier siedelt Pioniervegetation aus Gänsefuß-, Zweizahn- und Zwergbinsengesellschaften u. a. mit Braunem Zyperngras und Hirschsprung. Die Elbe ist Lebensraum und Wanderkorridor für Meer- und Flussneunauge, Lachs und Rapfen. Stillgewässer und Gräben beherbergen Bitterling, Steinbeißer und Schlammpeitzger.
Das Naturschutzgebiet ist Lebensraum verschiedener Vogelarten. Durch die extensive Bewirtschaftung der Grünländer sind diese Lebensraum verschiedener bodenbrütender Vogelarten, darunter Feldlerche, Wiesenpieper und Braunkehlchen. Weiterhin beherbergt das Naturschutzgebiet u. a. Teichrohrsänger und Rohrammer. Der binnendeichs gelegene Wald ist Lebensraum für Pirol und verschiedene Spechtarten. Das Gebiet ist Nahrungshabitat für Weißstorch, Seeadler und Rotmilan.
Die Hochstaudenfluren sind wichtiger Lebensraum verschiedener Insekten. Im Gebiet wurden Biber und Fischotter nachgewiesen. Die Wälder im Naturschutzgebiet verfügen nur teilweise über einen hohen Altholzanteil.